# Shlomo Shamai
Shlomo Shamai (Shitz) (hebräisch שלמה שמאי (שיץ); * 4. November 1953 in der Sowjetunion) ist ein israelischer Ingenieur, der sich mit Informationstheorie befasst.
Shamai kam 1960 nach Israel und studierte Elektrotechnik am Technion mit dem Bachelor-Abschluss 1975, dem Master-Abschluss 1981 und der Promotion 1986. 1975 bis 1986 war er in den Forschungslaboratorien für Kommunikation der israelischen Armee. Er ist seit 1978 Professor (William Fondiller Professor) für Telekommunikation am Technion.
Er befasst sich mit Informationsraten in beschränkten Kanälen, Multi-Nutzer Informationstheorie und Systemen mit Frequenzspreizung, Kombination von Kodierung und Modulation, optische Kodierung, Raum-Zeit-Kodierung.
Seit 2010 forscht er im CORNET (Cognitive Radio) Konsortium.
2011 erhielt er den Claude E. Shannon Award. Er ist IEEE-Fellow und erhielt 1999 die van-der-Pol-Goldmedaille der Union Radio Scientifique Internationale (URSI) und 2000 den Henry Taub Preis des Technion. Für 2017 wurde Shamai die Richard-W.-Hamming-Medaille zugesprochen. Er ist Mitglied der Israelischen Akademie der Wissenschaften.